# Liste des records d'Europe de cyclisme sur piste
Les records de Europe de cyclisme sur piste sont les meilleures performances réalisées par des pistards européens et homologuées par l'Union européenne de cyclisme.

## Hommes
| Épreuve                                         | Record            | Cycliste                                                     | Pays            | Date            | Compétition           | Lieu                              | Ref   |
| ----------------------------------------------- | ----------------- | ------------------------------------------------------------ | --------------- | --------------- | --------------------- | --------------------------------- | ----- |
| Sprint sur 200 mètres, départ lancé             | 9 s 156           | Mikhail Iakovlev                                             | Russie          | 20 mai 2022     | Grand Prix de Moscou  | Moscou, Russie                    | [ 1 ] |
| Sprint sur 500 mètres, départ lancé             | 24 s 758 RM       | Chris Hoy                                                    | Grande-Bretagne | 13 mai 2007     |                       | La Paz, Bolivie                   |       |
| Kilomètre contre-la-montre, départ arrêté       | 56 s 303 RM       | François Pervis                                              | France          | 7 décembre 2013 | Coupe du monde        | Aguascalientes, Mexique           | [ 2 ] |
| Sprint sur 750 mètres par équipes départ arrêté | 41 s 225 RM       | Jeffrey Hoogland Harrie Lavreysen Roy van den Berg           | Pays-Bas        | 26 février 2020 | Championnats du monde | Berlin, Allemagne                 | [ 3 ] |
| Poursuite individuelle sur 4 000 mètres         | 3 min 59 s 636 RM | Filippo Ganna                                                | Italie          | 14 octobre 2022 | Championnats du monde | Saint-Quentin-en-Yvelines, France | [ 4 ] |
| Poursuite par équipes sur 4 000 mètres          | 3 min 42 s 032 RM | Simone Consonni Filippo Ganna Francesco Lamon Jonathan Milan | Italie          | 4 août 2021     | Jeux olympiques       | Izu, Japon                        | [ 5 ] |
| Record de l'heure                               | 56,792 km RM      | Filippo Ganna                                                | Italie          | 8 octobre 2022  |                       | Granges, Suisse                   | [ 6 ] |

## Femmes
| Épreuve                                         | Record            | Cycliste                                                | Pays            | Date             | Compétition           | Lieu                              | Ref    |
| ----------------------------------------------- | ----------------- | ------------------------------------------------------- | --------------- | ---------------- | --------------------- | --------------------------------- | ------ |
| Sprint sur 200 mètres, départ lancé             | 10 s 310          | Lea Sophie Friedrich                                    | Allemagne       | 6 août 2021      | Jeux Olympiques       | Tokyo, Japon                      | [ 7 ]  |
| Sprint sur 500 mètres, départ lancé             | 28 s 970 RM       | Kristina Vogel                                          | Allemagne       | 17 décembre 2016 | Frankfurter Kreisel   | Francfort-sur-l'Oder, Allemagne   | [ 8 ]  |
| Contre-la-montre sur 500 mètres, départ arrêté  | 32 s 668          | Emma Hinze                                              | Allemagne       | 13 août 2022     | Championnats d'Europe | Munich, Allemagne                 | [ 9 ]  |
| Sprint sur 500 mètres par équipes départ arrêté | 31 s 905          | Lea Sophie Friedrich Emma Hinze                         | Allemagne       | 2 août 2021      | Jeux Olympiques       | Tokyo, Japon                      | [ 10 ] |
| Sprint sur 750 mètres par équipes départ arrêté | 45 s 967 RM       | Pauline Grabosch Lea Friedrich Emma Hinze               | Allemagne       | 12 octobre 2022  | Championnats du monde | Saint-Quentin-en-Yvelines, France | [ 11 ] |
| Poursuite individuelle sur 3 000 mètres         | 3 min 17 s 572    | Lisa Brennauer                                          | Allemagne       | 23 octobre 2021  | Championnats du monde | Roubaix, France                   | [ 12 ] |
| Poursuite par équipes sur 3 000 mètres          | 3 min 14 s 051 RM | Danielle King Joanna Rowsell Laura Trott                | Grande-Bretagne | 4 août 2012      | Jeux olympiques       | Londres, Royaume-Uni              | [ 14 ] |
| Poursuite par équipes sur 4 000 mètres          | 4 min 04 s 242 RM | Franziska Brauße Lisa Brennauer Lisa Klein Mieke Kröger | Allemagne       | 3 août 2021      | Jeux olympiques       | Izu, Japon                        | [ 15 ] |
| Record de l'heure                               | 49,254 km RM      | Ellen van Dijk                                          | Pays-Bas        | 23 mai 2022      |                       | Granges, Suisse                   | [ 16 ] |